# Manuel Pellegrini
Manuel Luis Pellegrini Ripamonti (ur. 16 września 1953 w Santiago) – chilijski trener piłkarski i piłkarz. Obecnie pełni funkcję trenera Realu Betis. W przeszłości szkoleniowiec hiszpańskiego klubu Real Madryt oraz szkoleniowiec angielskiego klubu Manchester City.

## Kariera
Ukończył studia na wydziale inżynierii lądowej i wodnej. Jako piłkarz występował wyłącznie w barwach CFP Universidad de Chile, gdzie w latach 1973-1986 rozegrał 450 meczów. Zagrał też jeden mecz w reprezentacji Chile.
Jako trener pracował w Chile (Universidad de Chile, CD Palestino, reprezentacja Chile do lat 20, CD O’Higgins, CD Universidad Católica), Ekwadorze (LDU Quito) oraz Argentynie (San Lorenzo i CA River Plate).
Następnie podjął pracę w Hiszpanii. Jako trener Villarrealu od 2004 doprowadził ten zespół do największych sukcesów w jego historii (Puchar Intertoto i półfinał Ligi Mistrzów). 1 czerwca 2009 Real Madryt i Villarreal osiągnęły porozumienie w sprawie zatrudnienia Pellegriniego w madryckim klubie. 26 maja 2010 został zwolniony z funkcji trenera Realu. Od 3 listopada 2010 roku szkoleniowiec hiszpańskiego klubu Málaga CF. Oficjalna prezentacja miała miejsce 5 listopada 2010. Podpisał kontrakt do czerwca 2013 roku z opcją przedłużenia.
14 czerwca 2013 został trenerem Manchester City, zastępując na stanowisku zwolnionego Roberta Manciniego. W swoim pierwszym sezonie zdobył mistrzostwo Anglii, będąc pierwszym trenerem spoza Europy, któremu udało się to osiągnąć. Ponadto Chilijczyk wywalczył puchar Ligi Angielskiej. Trofeum to było jego pierwszym w Europie. 1 lutego 2016 roku Manchester City poinformował, że wraz z końcem sezonu rozstanie się z Pellegrinim i zatrudni w jego miejsce Josepa Guardiolę. 30 czerwca 2016r. zakończył pracę w angielskim klubie.
27 sierpnia 2016 roku został ogłoszony nowym trenerem chińskiego klubu Hebei China Fortune.
22 maja 2018 roku został trenerem angielskiego klubu West Ham United, zastępując na tym stanowisku Davida Moyesa. W debiucie przegrał on z Liverpoolem wysokim wynikiem 4:0.
30 grudnia 2019 zwolniony ze stanowiska managera West Ham Utd.

## Sukcesy trenerskie
- CD Universidad Católica
  - Superpuchar Ameryki: 1994
  - Puchar Chile: 1995
- LDU Quito
  - Mistrzostwo Ekwadoru: 1999
- San Lorenzo
  - Mistrzostwo Argentyny: 2000/2001
  - Zdobywca Copa Mercosur: 2001
- River Plate
  - Mistrzostwo Argentyny: 2002/2003
- Villarreal
  - Zdobywca Pucharu Intertoto: 2004
  - Półfinalista Ligi Mistrzów: 2005/2006
- Manchester City
  - zdobywca Capital One Cup: 2014, 2016
  - mistrzostwo Anglii: 2013/2014
- Real Betis
  - Zdobywca Puchar Króla 2021/2022